# Barbacou unicolore
Monasa nigrifrons
Espèce
Statut de conservation UICN

 LC  : Préoccupation mineure
Le Barbacou unicolore (Monasa nigrifrons) est une espèce d'oiseau de la famille des Bucconidae.
On le trouve dans l'Amazonie en Bolivie, Brésil, Colombie, Équateur et Pérou et également des régions de l'est et du sud-est du Brésil.
Il habite les forêts humides subtropicales ou tropicales de plaine, les marais et les anciennes forêts fortement dégradées.
C'est un oiseau au corps noir avec le bec rouge-orange vif. Il vit en petits groupes grégaires à l'étage bas et moyen des forêts.